# Кропильники
Кропи́льники — село в Україні, у Яворівському районі Львівської області. Населення становить 119 осіб. Орган місцевого самоврядування - Мостиська міська рада.